# Heudorf (Adelsgeschlecht)

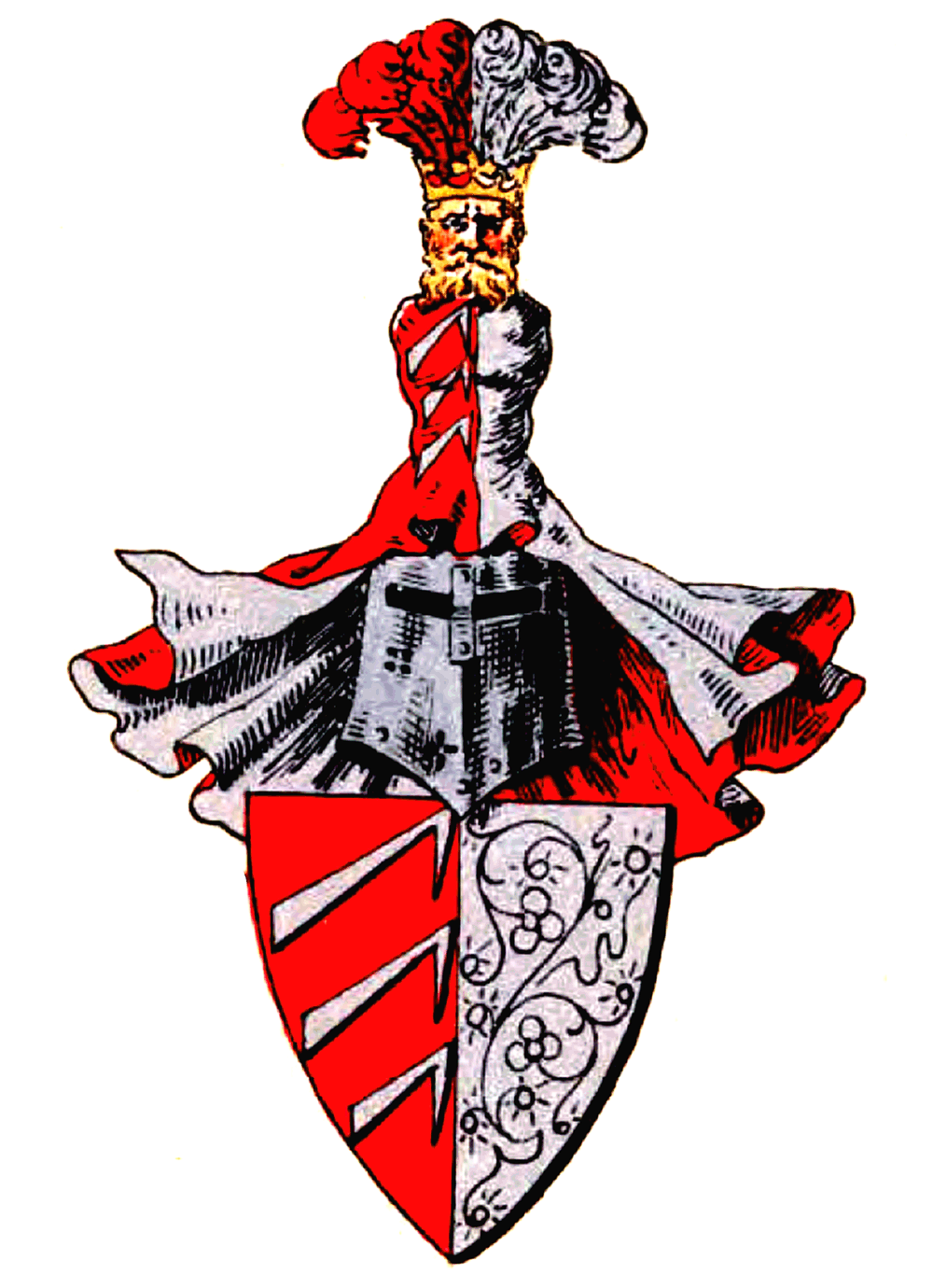
Wappen derer von Heudorf

Das seit dem 13. Jahrhundert in Urkunden bezeugte Rittergeschlecht von Heudorf  (auch Houdorf, Höwdorff, Hödorf oder Heydorf), dem schwäbischen Uradel angehörend, hatte seinen Stammsitz in der heute nicht mehr existierenden Burg in Heudorf unweit von Stockach im Hegau und war Sitz des weitverzweigten und mächtigen Adelsgeschlechtes.
Durch die in der Region weitverbreitete Ortsbezeichnung Heudorf (beispielsweise Heudorf im Hegau, Heudorf bei Meßkirch, Heudorf am Bussen oder Heudorf bei Scheer), fällt die eindeutige Zuordnung des Adelsgeschlechtes von Heudorf als ursprünglicher Namensgeber für den Ortsnamen Heudorf schwer.

## Geschichte
1262 wird Hainricus de Houdorf urkundlich erwähnt. Die Brüder Hainricus und Burchardus de Hödorf 1288 als ritterbürtige Ministerialen des Mangold von Nellenburg. Herren von Heudorf waren ein „rathsfähiges“ Geschlecht der Stadt Überlingen und treten auch in mehreren Städten des Bodenseegebietes auf. Erwähnt um 1280 wird Berchtold von Hödorf in Pfullendorf. Albert von Höwdorff, Bürger in Überlingen, Ratsherr 1291, von den Herren von Bodman 1282 mit Gütern in Bischoffingen belehnt. Die Brüder Heinricus und Albertus de Hödorf erhielten 1303 vom Bischof von Konstanz die Burghut („Custodia castri“) über Walsperg (Waldsberg, jetzt Ruine bei Krumbach, Ortsteil der Gemeinde Sauldorf). Heinrich und Berthold von Heudorf kauften 1346 ein Gut in Garmenswiler (Gallmannsweil) und Vogtrechte in Schwandorf, sowie 1353 den „Stuckihof“ in Krumbach als Lehen von Reichenau. 1356 wird die den Brüdern Ortolf und Heinrich von Heudorf versetzt gewesene Burg Waldsberg an Bilgri von Heudorf verpfändet. 1354 war Heinrich Ritter von Heudorf Klosterherr in Salem. Johann von Heudorf empfing 1363 die Reichenauer Lehen des verstorbenen Heinz von Heudorf. Ulrich und Albert von Heudorf sprechen 1377 den großen Zehnten in Bettmaringen an. 1386 fielen Conrad, Dietrich und Hans von Heudorf in der Schlacht bei Sempach. Um 1406 wird Ritter Bilgeri von Heudorf als Sohn des Bilgeri des Älteren von Heudorf und der Katharina von Randegg und 1429 Hans von Haidorf in Waldsberg urkundlich erwähnt. Hans von Heudorf, in Mettenbuch sesshaft, wird 1413 vom römisch-deutschen König Sigismund belehnt. Heinrich Hödorffer war Frei-Landrichter im Hegau und Madach in den Jahren 1412 und 1415. Hans von Heudorf war 1424 Bürgermeister in Überlingen.

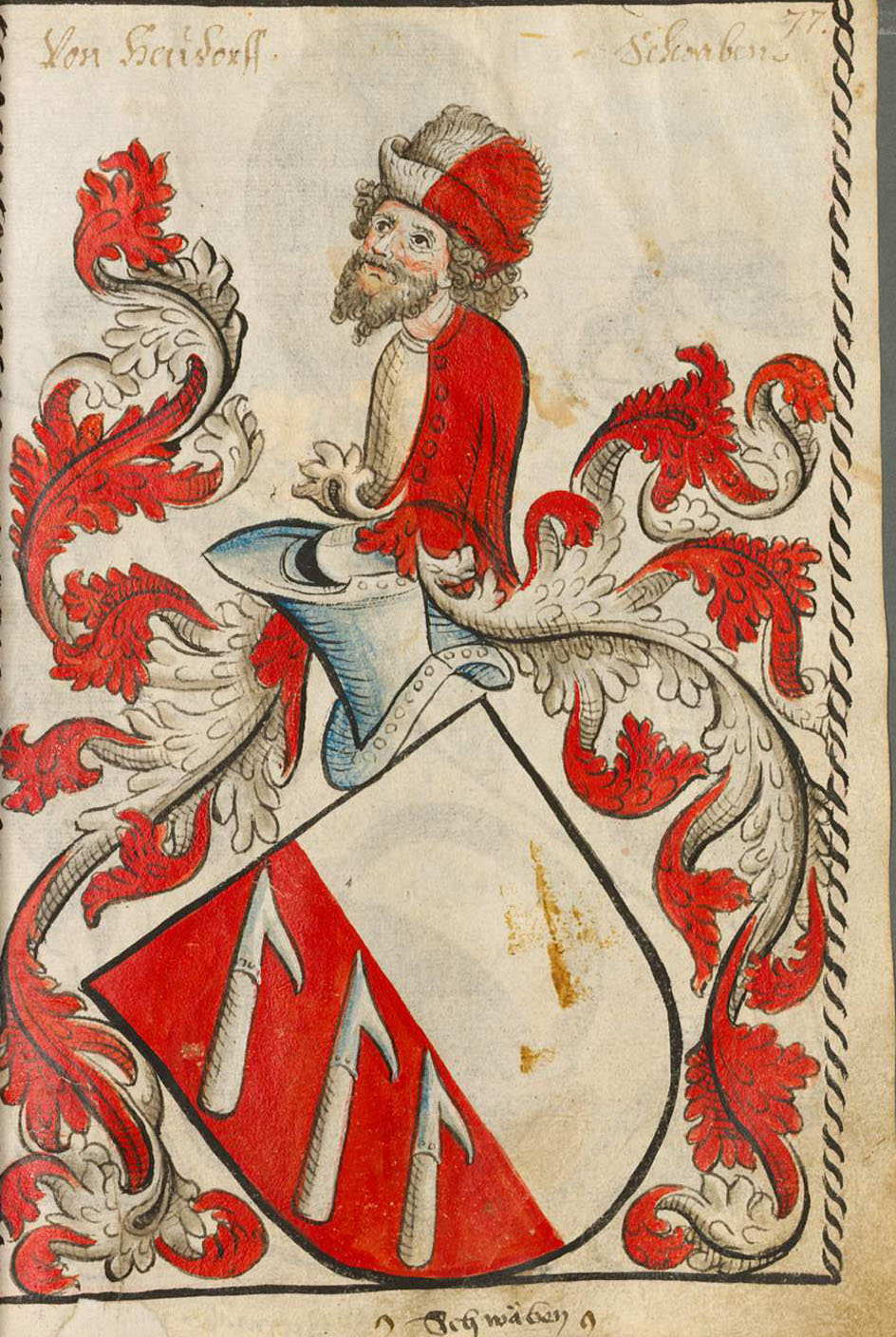
Wappen derer von Heudorf

Das Geschlecht teilt sich fortan in mehrere Stammlinien, so in die Linien (Stammtafeln) Heudorf zu Schenkenberg, zu Aulfingen und in Waldsberg. Hans Conrad von Heudorf, Fürstlich Kemptenscher Rat und Vogt zu Sulzberg ist, infolge Auswanderung seines Sohnes Christoph Friedrich von Heudorf (Anfang des 16. Jahrhunderts), Stifter einer Tiroler Linie. Dieser zog ins damalige Tirol und wurde 1550 vom Hochstift Trient mit dem Schloss Ursäna in Ossana
auf dem Nons und 1555 vom Hochstift Brixen mit dem Schloss Gärnstein bei Latzvons belehnt. Fortunat von Heudorf kaufte vom geheimen Rat des Kaisers Maximilian, Stredele, die Burg Obermontan. 1647 erwarb die offenbar im Verfall begriffene Burg der Historiker Graf Maximilian von Mohr.

## Wappen
In von Rot und Silber gespaltenem Schild rechts drei aufwärts gerichtete silberne „Heulicher“ übereinander, links ohne Bild. Auf dem Helm mit rot-silbernen Helmdecken ein Mannesrumpf mit einem rot-silbernen Hut oder mit einer mit drei roten und drei silbernen Pfauenfedern besteckten Krone.
(Zur Erklärung: Heulicher oder Häulicher sind ein zum Ausraufen des Heus aus dem Heuhaufen dienendes Werkzeug. Hewrewffen; lüchen oder liechen, althochdeutsch: zupfen).